# Jerónimo Bermúdez
Jerónimo Bermúdez de Castro (Orense, 1530 - Tuy, 1599) fue un dramaturgo del Siglo de Oro español. 

## Biografía
Su origen es controvertido; parece fuera de toda duda que fue gallego, pero se debate todavía si fue lucense, orensano o coruñés. Viajó mucho como soldado por toda España y gran parte de Francia y África (donde fue maestre de campo de la caballería a la jineta en las dos jornadas africanas del rey don Sebastián), y residió un tiempo en Portugal. A su vuelta a España ingresó en la Orden de Santo Domingo (se conserva un documento en que se le nombra como fraile dominico datado en 1580) y estuvo en los conventos de la Peña de Francia (Salamanca), La Coruña y Tuy (Pontevedra). Se opuso a la política portuguesa de Felipe II (era partidario del prior de Crato) por lo cual en 1582, año de la anexión del reino lusitano por el monarca, fue apresado en La Coruña y conducido a Santiago; el alcaide Gudiel recomendó en carta al rey que sus superiores dominicos trasladasen al rebelde fraile a Castilla. Este es el origen del contenido político que subyace en sus dos tragedias de tema portugués, las Nises, impresas en Madrid en 1577. Fue catedrático de Teología en la Universidad de Salamanca y un excelente humanista, conocedor de las lenguas clásicas y modernas.

## Obras
Se le considera el primer autor de tragedias en castellano de tema ajeno al clásico, pero con tratamiento al modo grecorromano, algo influidas por la retórica declamatoria del teatro de Séneca, pues los dramas de ese autor eran muy conocidos en España después de ser traducidos por Antonio Vilaragut en el siglo XIV. Bermúdez escribió Nise lastimosa y Nise laureada y las publicó en Madrid con el sobrenombre de Antonio Silva en 1577, dedicadas (con fecha de 8 de mayo de 1575) a don Fernando Ruiz de Castro y Andrade, hijo primogénito y sucesor después del conde de Lemos. Ambas tragedias constan de cinco actos y dos coros; la primera fue inspirada por la Inés de Castro (1558) del portugués António Ferreira (1528-1569), con fundamento histórico real en la aristócrata gallega del mismo nombre, amante del príncipe Pedro I de Portugal (1320–1367) y asesinada por razón de Estado en 1355 a instigación de los consejeros del rey portugués Alfonso IV "el Bravo". Ya coronado, el príncipe Pedro se vengó de ellos y ordenó coronar el cadáver de su esposa. De este episodio sacó amplio partido toda la dramaturgia europea posterior, desde Luis Vélez de Guevara en su Reinar después de morir (ca. 1635) hasta Aphra Behn o Madame de Genlis. La segunda pieza, Nise laureada, sobre la venganza de Pedro ya coronado, y desprovista de ataduras al original portugués, es la más personal, aunque también menos melancólica y más sangrienta, y en ella aparece por vez primera la famosa escena en que es coronado el cadáver de Inés en el trono. Las dos obras son polimétricas: están escritas en metros y estrofas muy variados, desde el verso suelto de once y siete sílabas, hasta sáficos, liras, sextinas y sonetos. Interviene en ellas el coro, como en el teatro griego, que dialoga a veces con los personajes; y aunque la acción es algo lenta, hay pasajes muy bellamente versificados.
Escribió además, cuando estaba en Peña de Francia, El viaje del Gran duque de Alba don Fernando Álvarez de Toledo desde Italia a Flandes, poema en cinco cantos de octavas reales, y desgraciadamente perdido. Parece ser que fue su mecenas Fernando Álvarez de Toledo y Pimentel, ya que le escribió además, en agradecido elogio póstumo, otro poema en dísticos latinos que denominó Hesperodia (1589), que tradujo después en verso suelto castellano con el propio título de La Hesperoída, panegírico al gran duque de Alba, ilustrado con prolijas glosas en las que refiere algunos acontecimientos de su propia vida. 
Eugenio de Ochoa editó en su Tesoro del teatro español (París, 1838, tomo I) las dos Nises, cuya editio princeps es Primeras tragedias españolas, Nise lastimosa y Nise laureada, doña Inés de Castro y Valladares, princesa de Portugal. Compuestas Por Antonio de Sylva, Madrid, por Francisco Sánchez, 1577.